# Genius Creations
Genius Creations – wydawnictwo literackie powstałe w Bydgoszczy.
Pierwszą wydaną książką był Pokój światów Pawła Majki. Przez kolejne dwa lata na rynku ukazało się kilkanaście tytułów, w tym powieści Dawida Kaina i Remigiusza Mroza, a także wiele debiutów.
Oficyna koncentruje się na szeroko rozumianej fantastyce, a wydawane przez nią teksty stanowią szeroki przekrój gatunku. Wydawnictwo jako jedno z niewielu na rynku stawia także na debiutantów.

## Wyróżnienia
Wydawnictwo zostało nominowane do Śląkf 2014 w kategorii „Wydawca/Promotor Roku”. W roku 2015 zorganizowało także dwa konkursy literackie, w planach mają dalsze rozwijanie działalności i promowanie polskiej fantastyki.